# Wahlkreis Aldershot

Der Wahlkreis Aldershot in Hampshire mit den Grenzen von 2007

Aldershot ist ein Wahlkreis in Hampshire, der im House of Commons seit 2017 vom Abgeordneten der Conservative Party, Leo Docherty vertreten wird.

## Geschichte
Der Wahlkreis wurde 1918 geschaffen. Seit seiner Gründung wurde der Sitz stets von der Conservative Party gehalten. Drei der bislang lediglich fünf Abgeordneten wurden in das House of Lords berufen. Julian Critchley vertrat den Wahlkreis von 1970 bis 1997. Zwischen 1997 und 2017 hatte Gerald Howarth den Sitz inne.

## Grenzen
Der Wahlbezirk umfasst hauptsächlich das Gebiet um die Stadt Aldershot im Nordosten Hampshires. Ebenfalls innerhalb des Wahlbezirks liegt Farnborough. Die durch die Boundary Commission for England vorgenommenen Änderungen der Grenzen der verschiedenen Wahlkreise betraf auch Aldershot. Nach diesen Änderungen umfasst der Wahlkreis nun den gesament Borough of Rushmoor sowie Teile des Hart District, die Städte Blackwater und Hawley sowie die Orte Frogmore und Darby Green.

## Abgeordnete im House of Commons
| Wahljahr | Wahljahr | Abgeordneter     | Partei       |
| -------- | -------- | ---------------- | ------------ |
|          | 2017     | Leo Docherty     | Conservative |
|          | 1997     | Gerald Howarth   | Conservative |
|          | 1970     | Julian Critchley | Conservative |
|          | 1954     | Eric Errington   | Conservative |
|          | 1940     | Oliver Lyttelton | Conservative |
|          | 1918     | Roundell Palmer  | Conservative |

## Wahlen

### Wahlen 2010–
| Unterhauswahlen 2019 | Unterhauswahlen 2019             | Unterhauswahlen 2019             | Unterhauswahlen 2019 | Unterhauswahlen 2019 | Unterhauswahlen 2019 |
| Partei               | Partei                           | Kandidat                         | Stimmen (absolut)    | Stimmen (%)          | Gewinne/Verluste (%) |
| -------------------- | -------------------------------- | -------------------------------- | -------------------- | -------------------- | -------------------- |
|                      | Conservative                     | Leo Docherty                     | 27.980               | 58,1                 | + 3,3                |
|                      | Labour                           | Howard Kaye                      | 11.282               | 23,5                 | - 8,1                |
|                      | Liberal Democrats                | Alan Hilliar                     | 6.920                | 14,4                 | + 7,0                |
|                      | Green Party                      | Donna Wallace                    | 1.750                | 3.7                  | + 1,4                |
| Mehrheit             | Mehrheit                         | Mehrheit                         | 16.698               | 34,9                 | + 11,4               |
| Wahlbeteiligung      | Wahlbeteiligung                  | Wahlbeteiligung                  | 47.932               | 66,0                 | + 1,8                |
|                      | Sitz verteidigt von Conservative | Sitz verteidigt von Conservative | Wechselstimmen       | + 5,7                |                      |

| Unterhauswahlen 2017 | Unterhauswahlen 2017             | Unterhauswahlen 2017             | Unterhauswahlen 2017 | Unterhauswahlen 2017 | Unterhauswahlen 2017 |
| Partei               | Partei                           | Kandidat                         | Stimmen (absolut)    | Stimmen (%)          | Gewinne/Verluste (%) |
| -------------------- | -------------------------------- | -------------------------------- | -------------------- | -------------------- | -------------------- |
|                      | Conservative                     | Leo Docherty                     | 26.950               | 55,1                 | + 4,5                |
|                      | Labour                           | Gary Puffett                     | 15.477               | 31,6                 | + 13,3               |
|                      | Liberal Democrats                | Alan Hilliar                     | 3.637                | 7,4                  | - 1,4                |
|                      | UKIP                             | Roy Swales                       | 1.796                | 3.7                  | - 14,2               |
|                      | Green Party                      | Donna Wallace                    | 1.090                | 2.2                  | - 2,2                |
| Mehrheit             | Mehrheit                         | Mehrheit                         | 11.518               | 23,5                 | - 8,8                |
| Wahlbeteiligung      | Wahlbeteiligung                  | Wahlbeteiligung                  | 48.995               | 64,2                 | + 0,4                |
|                      | Sitz verteidigt von Conservative | Sitz verteidigt von Conservative | Wechselstimmen       | - 4,4                |                      |

| Unterhauswahlen 2015 | Unterhauswahlen 2015             | Unterhauswahlen 2015             | Unterhauswahlen 2015 | Unterhauswahlen 2015 | Unterhauswahlen 2015 |
| Partei               | Partei                           | Kandidat                         | Stimmen (absolut)    | Stimmen (%)          | Gewinne/Verluste (%) |
| -------------------- | -------------------------------- | -------------------------------- | -------------------- | -------------------- | -------------------- |
|                      | Conservative                     | Gerald Howarth                   | 23.369               | 50,6                 | + 3,9                |
|                      | Labour                           | Gary Puffett                     | 8.468                | 18,3                 | + 6,2                |
|                      | UKIP                             | Bill Walker                      | 8.253                | 17.9                 | + 13,4               |
|                      | Liberal Democrats                | Alan Hilliar                     | 4.076                | 8,8                  | - 25,6               |
|                      | Green Party                      | Carl Hewitt                      | 2.025                | 4.4                  | N/A                  |
| Mehrheit             | Mehrheit                         | Mehrheit                         | 14.901               | 32,3                 | + 20,0               |
| Wahlbeteiligung      | Wahlbeteiligung                  | Wahlbeteiligung                  | 46.191               | 63,8                 | + 0,3                |
|                      | Sitz verteidigt von Conservative | Sitz verteidigt von Conservative | Wechselstimmen       | - 1,2                |                      |

| Unterhauswahlen 2010 | Unterhauswahlen 2010             | Unterhauswahlen 2010             | Unterhauswahlen 2010 | Unterhauswahlen 2010 | Unterhauswahlen 2010 |
| Partei               | Partei                           | Kandidat                         | Stimmen (absolut)    | Stimmen (%)          | Gewinne/Verluste (%) |
| -------------------- | -------------------------------- | -------------------------------- | -------------------- | -------------------- | -------------------- |
|                      | Conservative                     | Gerald Howarth                   | 21.203               | 46,7                 | + 2,7                |
|                      | Liberal Democrats                | Adrian P. Collett                | 15.607               | 34,4                 | + 5,5                |
|                      | Labour                           | Jonathan Slater                  | 5.489                | 12,1                 | - 9,6                |
|                      | UKIP                             | Robert Snare                     | 2.041                | 4.5                  | + 2,1                |
|                      | English Independence Party       | Gary Cowd                        | 803                  | 1.8                  | N/A                  |
|                      | Christian                        | Juliana Brimicombe               | 231                  | 0,5                  | N/A                  |
| Mehrheit             | Mehrheit                         | Mehrheit                         | 5.586                | 12,3                 |                      |
| Wahlbeteiligung      | Wahlbeteiligung                  | Wahlbeteiligung                  | 45.384               | 63,5                 | - 0,1                |
|                      | Sitz verteidigt von Conservative | Sitz verteidigt von Conservative | Wechselstimmen       | - 1,4                |                      |

### Wahlen 2000–2009

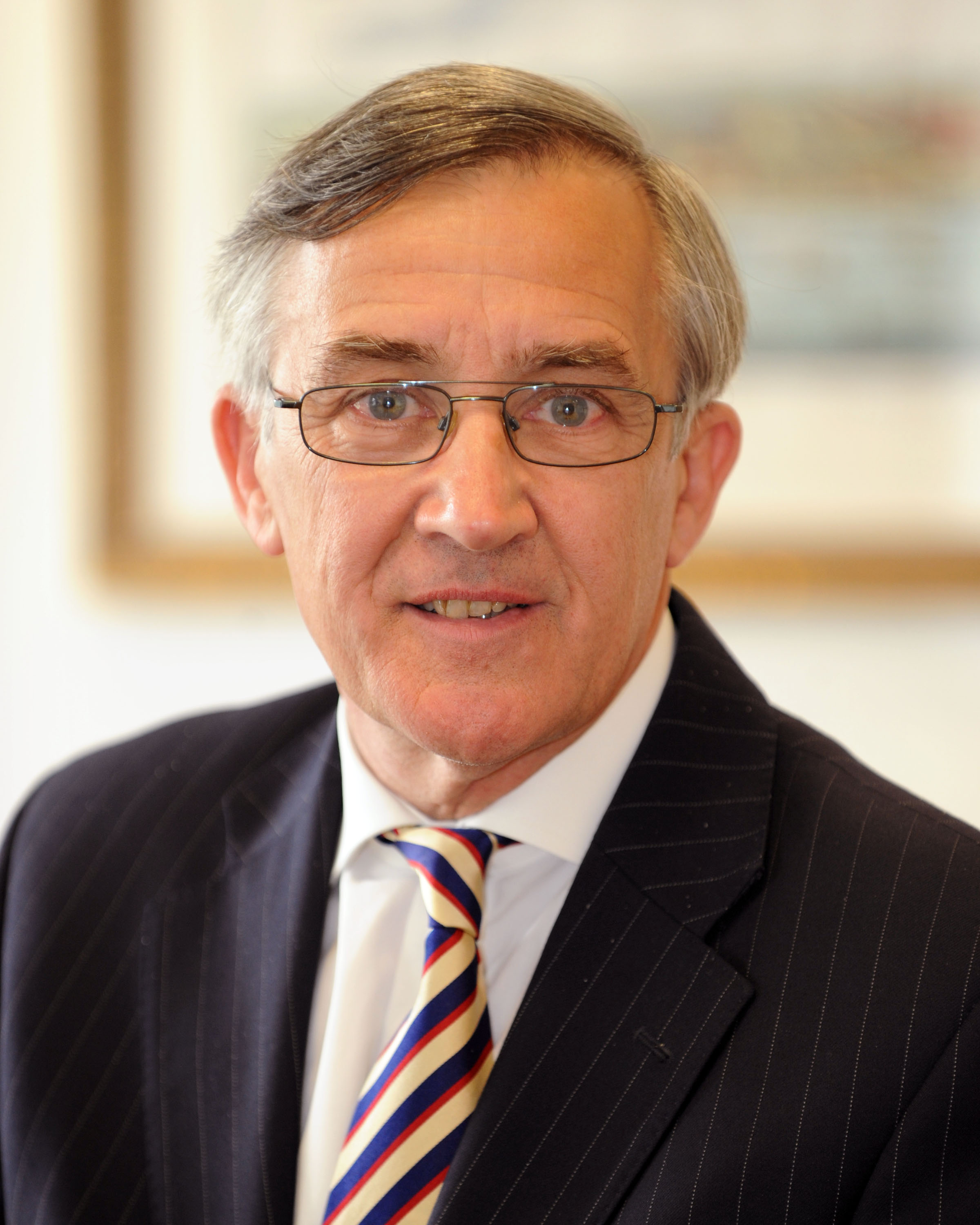
Gerald Howarth (2010)

| Unterhauswahlen 2005 | Unterhauswahlen 2005               | Unterhauswahlen 2005               | Unterhauswahlen 2005 | Unterhauswahlen 2005 | Unterhauswahlen 2005 |
| Partei               | Partei                             | Kandidat                           | Stimmen (absolut)    | Stimmen (%)          | Gewinne/Verluste (%) |
| -------------------- | ---------------------------------- | ---------------------------------- | -------------------- | -------------------- | -------------------- |
|                      | Conservative                       | Gerald Howarth                     | 20.572               | 42,7                 | + 0,5                |
|                      | Liberal Democrats                  | Adrian P. Collett                  | 15.238               | 31,7                 | + 4,1                |
|                      | Labour                             | Howard Linsley                     | 9.895                | 20,6                 | - 4,6                |
|                      | UKIP                               | Derek Rumsey                       | 1.182                | 2.5                  | + 0,7                |
|                      | English Democrats                  | Gary Cowd                          | 701                  | 1.5                  | N/A                  |
|                      | Monster Raving Loony               | Howling Laud Hope                  | 553                  | 1,1                  | + 0,2                |
| Mehrheit             | Mehrheit                           | Mehrheit                           | 5.334                | 11,1                 | N/A                  |
| Wahlbeteiligung      | Wahlbeteiligung                    | Wahlbeteiligung                    | 48.141               | 61,3                 | + 3,4                |
|                      | Sitz verteidigt durch Conservative | Sitz verteidigt durch Conservative | Wechselstimmen       | - 1,8                |                      |

| Unterhauswahlen 2001 | Unterhauswahlen 2001               | Unterhauswahlen 2001               | Unterhauswahlen 2001 | Unterhauswahlen 2001 | Unterhauswahlen 2001 |
| Partei               | Partei                             | Kandidat                           | Stimmen (absolut)    | Stimmen (%)          | Gewinne/Verluste (%) |
| -------------------- | ---------------------------------- | ---------------------------------- | -------------------- | -------------------- | -------------------- |
|                      | Conservative                       | Gerald Howarth                     | 19.106               | 42,2                 | -0,5                 |
|                      | Liberal Democrats                  | Adrian P. Collett                  | 12.512               | 27,6                 | - 2,8                |
|                      | Labour                             | Luke Akehurst                      | 11.394               | 25,2                 | + 1,0                |
|                      | UKIP                               | Derek Rumsey                       | 797                  | 1.8                  | + 0,3                |
|                      | Green Party                        | Adam Stacey                        | 630                  | 1.4                  | N/A                  |
|                      | Parteilos                          | Arthur Uther Pendragon             | 459                  | 1.0                  | + 0.3                |
|                      | Monster Raving Loony               | Howling Laud Hope                  | 390                  | 0,9                  | N/A                  |
| Mehrheit             | Mehrheit                           | Mehrheit                           | 6.594                | 14,6                 | N/A                  |
| Wahlbeteiligung      | Wahlbeteiligung                    | Wahlbeteiligung                    | 45.288               | 57,9                 | - 12,9               |
|                      | Sitz verteidigt durch Conservative | Sitz verteidigt durch Conservative | Wechselstimmen       | 0,0                  |                      |

### Wahlen 1990–1999
| Unterhauswahlen 1997 | Unterhauswahlen 1997               | Unterhauswahlen 1997               | Unterhauswahlen 1997 | Unterhauswahlen 1997 | Unterhauswahlen 1997 |
| Partei               | Partei                             | Kandidat                           | Stimmen (absolut)    | Stimmen (%)          | Gewinne/Verluste (%) |
| -------------------- | ---------------------------------- | ---------------------------------- | -------------------- | -------------------- | -------------------- |
|                      | Conservative                       | Gerald Howarth                     | 23.119               | 42,7                 | -14,8                |
|                      | Liberal Democrats                  | Adrian P. Collett                  | 16.498               | 30,5                 | + 2,9                |
|                      | Labour                             | Terence Bridgeman                  | 13.057               | 24,1                 | + 10,8               |
|                      | UKIP                               | John Howe                          | 794                  | 1.5                  | N/A                  |
|                      | Parteilos                          | Arthur Uther Pendragon             | 361                  | 0.7                  | N/A                  |
|                      | BNP                                | Donald Stevens                     | 322                  | 0,6                  | N/A                  |
| Mehrheit             | Mehrheit                           | Mehrheit                           | 6.621                | 12,2                 | N/A                  |
| Wahlbeteiligung      | Wahlbeteiligung                    | Wahlbeteiligung                    | 54.153               | 70,8                 | - 7,9                |
|                      | Sitz verteidigt durch Conservative | Sitz verteidigt durch Conservative | Wechselstimmen       | - 8,9                |                      |

| Unterhauswahlen 1992 | Unterhauswahlen 1992               | Unterhauswahlen 1992               | Unterhauswahlen 1992 | Unterhauswahlen 1992 | Unterhauswahlen 1992 |
| Partei               | Partei                             | Kandidat                           | Stimmen (absolut)    | Stimmen (%)          | Gewinne/Verluste (%) |
| -------------------- | ---------------------------------- | ---------------------------------- | -------------------- | -------------------- | -------------------- |
|                      | Conservative                       | Julian Critchley                   | 36.974               | 57,5                 | -1,5                 |
|                      | Liberal Democrats                  | Adrian P. Collett                  | 17.786               | 27,6                 | - 1,6                |
|                      | Labour                             | John Anthony Smith                 | 8.552                | 13,3                 | + 1,5                |
|                      | Liberal                            | David H. Robinson                  | 1.038                | 1.6                  | N/A                  |
| Mehrheit             | Mehrheit                           | Mehrheit                           | 19.188               | 29,8                 | + 0,1                |
| Wahlbeteiligung      | Wahlbeteiligung                    | Wahlbeteiligung                    | 64.350               | 78,7                 | + 4,7                |
|                      | Sitz verteidigt durch Conservative | Sitz verteidigt durch Conservative | Wechselstimmen       | 0,0                  |                      |

### Wahlen 1980–1989
| Unterhauswahlen 1987 | Unterhauswahlen 1987               | Unterhauswahlen 1987               | Unterhauswahlen 1987 | Unterhauswahlen 1987 | Unterhauswahlen 1987 |
| Partei               | Partei                             | Kandidat                           | Stimmen (absolut)    | Stimmen (%)          | Gewinne/Verluste (%) |
| -------------------- | ---------------------------------- | ---------------------------------- | -------------------- | -------------------- | -------------------- |
|                      | Conservative                       | Julian Critchley                   | 35.272               | 59,0                 | + 3,5                |
|                      | Liberal                            | R.A. Hargreaves                    | 17.488               | 29,2                 | - 4,6                |
|                      | Labour                             | I.H. Pearson                       | 7.061                | 11,8                 | + 1,0                |
| Mehrheit             | Mehrheit                           | Mehrheit                           | 17.784               | 29,7                 | + 8,0                |
| Wahlbeteiligung      | Wahlbeteiligung                    | Wahlbeteiligung                    | 59.822               | 74,0                 | + 1,2                |
|                      | Sitz verteidigt durch Conservative | Sitz verteidigt durch Conservative | Wechselstimmen       | + 4,1                |                      |

| Unterhauswahlen 1983 | Unterhauswahlen 1983               | Unterhauswahlen 1983               | Unterhauswahlen 1983 | Unterhauswahlen 1983 | Unterhauswahlen 1983 |
| Partei               | Partei                             | Kandidat                           | Stimmen (absolut)    | Stimmen (%)          | Gewinne/Verluste (%) |
| -------------------- | ---------------------------------- | ---------------------------------- | -------------------- | -------------------- | -------------------- |
|                      | Conservative                       | Julian Critchley                   | 31.288               | 55,5                 | - 2,0                |
|                      | Liberal                            | N. Westbrook                       | 19.070               | 33,8                 |                      |
|                      | Labour                             | A. Crawford                        | 6.070                | 10,8                 |                      |
| Mehrheit             | Mehrheit                           | Mehrheit                           | 12.218               | 21,7                 | - 13,9               |
| Wahlbeteiligung      | Wahlbeteiligung                    | Wahlbeteiligung                    | 56.425               | 72,7                 | - 3,8                |
|                      | Sitz verteidigt durch Conservative | Sitz verteidigt durch Conservative | Wechselstimmen       | 0,0                  |                      |

### Wahlen 1970–1979
| Unterhauswahlen 1979 | Unterhauswahlen 1979               | Unterhauswahlen 1979               | Unterhauswahlen 1979 | Unterhauswahlen 1979 | Unterhauswahlen 1979 |
| Partei               | Partei                             | Kandidat                           | Stimmen (absolut)    | Stimmen (%)          | Gewinne/Verluste (%) |
| -------------------- | ---------------------------------- | ---------------------------------- | -------------------- | -------------------- | -------------------- |
|                      | Conservative                       | Julian Critchley                   | 38.014               | 57,5                 | + 12,4               |
|                      | Liberal                            | N. Westbrook                       | 14.438               | 21,4                 | - 6,1                |
|                      | Labour                             | D. Somerville                      | 13.698               | 20,7                 | - 4,8                |
| Mehrheit             | Mehrheit                           | Mehrheit                           | 23.5768              | 35,6                 | + 18,6               |
| Wahlbeteiligung      | Wahlbeteiligung                    | Wahlbeteiligung                    | 66.150               | 76,5                 | + 3,7                |
|                      | Sitz verteidigt durch Conservative | Sitz verteidigt durch Conservative | Wechselstimmen       | 0,0                  |                      |

| Unterhauswahlen Oktober 1974 | Unterhauswahlen Oktober 1974       | Unterhauswahlen Oktober 1974       | Unterhauswahlen Oktober 1974 | Unterhauswahlen Oktober 1974 | Unterhauswahlen Oktober 1974 |
| Partei                       | Partei                             | Kandidat                           | Stimmen (absolut)            | Stimmen (%)                  | Gewinne/Verluste (%)         |
| ---------------------------- | ---------------------------------- | ---------------------------------- | ---------------------------- | ---------------------------- | ---------------------------- |
|                              | Conservative                       | Julian Critchley                   | 26.463                       | 45,1                         | - 0,4                        |
|                              | Liberal                            | A. Burton                          | 16.104                       | 27,5                         | - 1,4                        |
|                              | Labour                             | E.P. Sudworth                      | 14.936                       | 25,5                         | + 1,6                        |
|                              | National Front                     | A. Greenslade                      | 1.120                        | 1,9                          | + 0,1                        |
| Mehrheit                     | Mehrheit                           | Mehrheit                           | 10.359                       | 17,7                         | + 1,2                        |
| Wahlbeteiligung              | Wahlbeteiligung                    | Wahlbeteiligung                    | 58.620                       | 72,8                         | - 8,4                        |
|                              | Sitz verteidigt durch Conservative | Sitz verteidigt durch Conservative | Wechselstimmen               | 0,0                          |                              |

| Unterhauswahlen Februar 1974 | Unterhauswahlen Februar 1974       | Unterhauswahlen Februar 1974       | Unterhauswahlen Februar 1974 | Unterhauswahlen Februar 1974 | Unterhauswahlen Februar 1974 |
| Partei                       | Partei                             | Kandidat                           | Stimmen (absolut)            | Stimmen (%)                  | Gewinne/Verluste (%)         |
| ---------------------------- | ---------------------------------- | ---------------------------------- | ---------------------------- | ---------------------------- | ---------------------------- |
|                              | Conservative                       | Julian Critchley                   | 29.401                       | 45,4                         | - 10,4                       |
|                              | Liberal                            | G. Floyd                           | 18.743                       | 28,9                         | + 16,3                       |
|                              | Labour                             | W.L.J.T. Card                      | 15.492                       | 23,9                         | - 7,7                        |
|                              | National Front                     | T. Greenslade                      | 6.070                        | 10,8                         | N/A                          |
| Mehrheit                     | Mehrheit                           | Mehrheit                           | 10.658                       | 16,5                         | - 7,8                        |
| Wahlbeteiligung              | Wahlbeteiligung                    | Wahlbeteiligung                    | 64.781                       | 81,2                         | + 10,3                       |
|                              | Sitz verteidigt durch Conservative | Sitz verteidigt durch Conservative | Wechselstimmen               | 0,0                          |                              |

| Unterhauswahlen 1970 | Unterhauswahlen 1970               | Unterhauswahlen 1970               | Unterhauswahlen 1970 | Unterhauswahlen 1970 | Unterhauswahlen 1970 |
| Partei               | Partei                             | Kandidat                           | Stimmen (absolut)    | Stimmen (%)          | Gewinne/Verluste (%) |
| -------------------- | ---------------------------------- | ---------------------------------- | -------------------- | -------------------- | -------------------- |
|                      | Conservative                       | Julian Critchley                   | 33.447               | 55,8                 | + 6,9                |
|                      | Labour                             | RT Bogg                            | 18.916               | 31,6                 | - 0,3                |
|                      | Liberal                            | PM Gibbons                         | 7.551                | 12,6                 | - 6,5                |
| Mehrheit             | Mehrheit                           | Mehrheit                           | 14.531               | 24,3                 | + 7,3                |
| Wahlbeteiligung      | Wahlbeteiligung                    | Wahlbeteiligung                    | 59.909               | 70,9                 | - 4,5                |
|                      | Sitz verteidigt durch Conservative | Sitz verteidigt durch Conservative | Wechselstimmen       | 0,0                  |                      |

### Wahlen 1960–1969
| Unterhauswahlen 1966 | Unterhauswahlen 1966               | Unterhauswahlen 1966               | Unterhauswahlen 1966 | Unterhauswahlen 1966 | Unterhauswahlen 1966 |
| Partei               | Partei                             | Kandidat                           | Stimmen (absolut)    | Stimmen (%)          | Gewinne/Verluste (%) |
| -------------------- | ---------------------------------- | ---------------------------------- | -------------------- | -------------------- | -------------------- |
|                      | Conservative                       | Eric Errington                     | 25.672               | 48,9                 | - 3,1                |
|                      | Labour                             | DH Silvester                       | 16.776               | 32,0                 | + 4,2                |
|                      | Liberal                            | GE Owen                            | 10.025               | 19,1                 | - 1,2                |
| Mehrheit             | Mehrheit                           | Mehrheit                           | 8.896                | 17,0                 | - 7,4                |
| Wahlbeteiligung      | Wahlbeteiligung                    | Wahlbeteiligung                    | 52.473               | 75,4                 | + 0,4                |
|                      | Sitz verteidigt durch Conservative | Sitz verteidigt durch Conservative | Wechselstimmen       | 4,2                  |                      |

| Unterhauswahlen 1964 | Unterhauswahlen 1964               | Unterhauswahlen 1964               | Unterhauswahlen 1964 | Unterhauswahlen 1964 | Unterhauswahlen 1964 |
| Partei               | Partei                             | Kandidat                           | Stimmen (absolut)    | Stimmen (%)          | Gewinne/Verluste (%) |
| -------------------- | ---------------------------------- | ---------------------------------- | -------------------- | -------------------- | -------------------- |
|                      | Conservative                       | Eric Errington                     | 25.797               | 52,0                 | - 6,4                |
|                      | Labour                             | EK Collard                         | 13.718               | 27,7                 | - 0,8                |
|                      | Liberal                            | PM Gibbons                         | 10.066               | 20,3                 | + 6,9                |
| Mehrheit             | Mehrheit                           | Mehrheit                           | 12.079               | 24,4                 | - 5,5                |
| Wahlbeteiligung      | Wahlbeteiligung                    | Wahlbeteiligung                    | 49.581               | 75,0                 | - 0,9                |
|                      | Sitz verteidigt durch Conservative | Sitz verteidigt durch Conservative | Wechselstimmen       | + 3,6                |                      |

### Wahlen 1950–1959

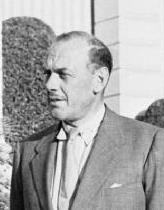
Oliver Lyttelton (1941)

| Unterhauswahlen 1959 | Unterhauswahlen 1959 | Unterhauswahlen 1959 | Unterhauswahlen 1959 | Unterhauswahlen 1959 | Unterhauswahlen 1959 |
| Partei               | Partei               | Kandidat             | Stimmen (absolut)    | Stimmen (%)          | Gewinne/Verluste (%) |
| -------------------- | -------------------- | -------------------- | -------------------- | -------------------- | -------------------- |
|                      | Conservative         | Eric Errington       | 25.161               | 58,4                 | + 1,7                |
|                      | Labour               | Roy E Brooks         | 12.270               | 28,5                 | - 4,3                |
|                      | Liberal              | Enid Lakeman         | 5.679                | 13,2                 | + 2,6                |

| Unterhauswahlen 1955 | Unterhauswahlen 1955 | Unterhauswahlen 1955 | Unterhauswahlen 1955 | Unterhauswahlen 1955 | Unterhauswahlen 1955 |
| Partei               | Partei               | Kandidat             | Stimmen (absolut)    | Stimmen (%)          | Gewinne/Verluste (%) |
| -------------------- | -------------------- | -------------------- | -------------------- | -------------------- | -------------------- |
|                      | Conservative         | Eric Errington       | 22.701               | 56,7                 | - 3,4                |
|                      | Labour               | Julian D Richards    | 13.129               | 32,8                 | - 7,1                |
|                      | Liberal              | Enid Lakeman         | 4.232                | 10,6                 | N/A                  |

| Nachwahl 1954 | Nachwahl 1954 | Nachwahl 1954  | Nachwahl 1954     | Nachwahl 1954 | Nachwahl 1954        |
| Partei        | Partei        | Kandidat       | Stimmen (absolut) | Stimmen (%)   | Gewinne/Verluste (%) |
| ------------- | ------------- | -------------- | ----------------- | ------------- | -------------------- |
|               | Conservative  | Eric Errington | 19.108            | 60,1          | - 0,2                |
|               | Labour        | W Cuthbertson  | 12.701            | 39,9,7        | + 0,2                |

| Unterhauswahlen 1951 | Unterhauswahlen 1951 | Unterhauswahlen 1951 | Unterhauswahlen 1951 | Unterhauswahlen 1951 | Unterhauswahlen 1951 |
| Partei               | Partei               | Kandidat             | Stimmen (absolut)    | Stimmen (%)          | Gewinne/Verluste (%) |
| -------------------- | -------------------- | -------------------- | -------------------- | -------------------- | -------------------- |
|                      | Conservative         | Oliver Lyttelton     | 24.951               | 60,3                 | + 8,1                |
|                      | Labour               | Robert N Hales       | 16.402               | 39,7                 | + 2,7                |

| Unterhauswahlen 1950 | Unterhauswahlen 1950 | Unterhauswahlen 1950 | Unterhauswahlen 1950 | Unterhauswahlen 1950 | Unterhauswahlen 1950 |
| Partei               | Partei               | Kandidat             | Stimmen (absolut)    | Stimmen (%)          | Gewinne/Verluste (%) |
| -------------------- | -------------------- | -------------------- | -------------------- | -------------------- | -------------------- |
|                      | Conservative         | Oliver Lyttelton     | 21.238               | 52,2                 | - 5,2                |
|                      | Labour               | NF Hidden            | 15.066               | 37,0                 | N/A                  |
|                      | Liberal              | John Henry Gooden    | 4.355                | 10,7                 | N/A                  |

### Wahlen 1940–1949

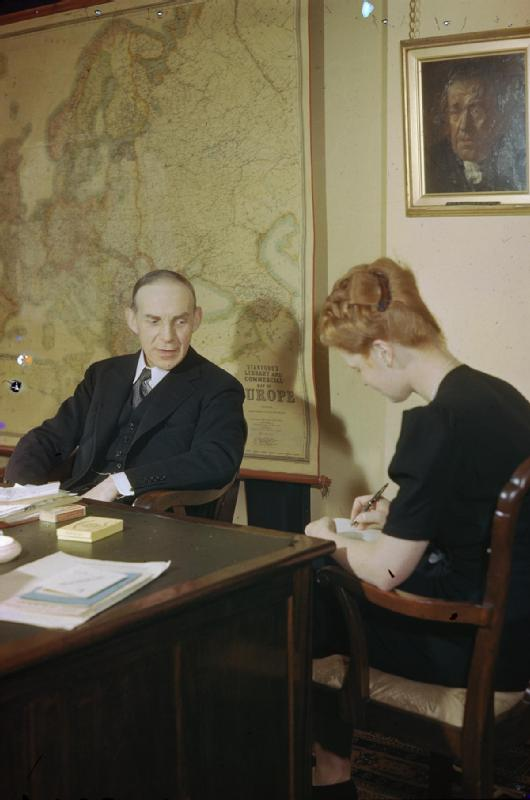
Roundell Palmer mit seiner Sekretärin

| Unterhauswahlen 1945 | Unterhauswahlen 1945 | Unterhauswahlen 1945 | Unterhauswahlen 1945 | Unterhauswahlen 1945 | Unterhauswahlen 1945 |
| Partei               | Partei               | Kandidat             | Stimmen (absolut)    | Stimmen (%)          | Gewinne/Verluste (%) |
| -------------------- | -------------------- | -------------------- | -------------------- | -------------------- | -------------------- |
|                      | Conservative         | Oliver Lyttelton     | 19.456               | 57,4                 | N/A                  |
|                      | Common Wealth        | Tom Wintringham      | 15.435               | 42,6                 | N/A                  |

| Nachwahl 1940 | Nachwahl 1940 | Nachwahl 1940    | Nachwahl 1940     | Nachwahl 1940 | Nachwahl 1940        |
| Partei        | Partei        | Kandidat         | Stimmen (absolut) | Stimmen (%)   | Gewinne/Verluste (%) |
| ------------- | ------------- | ---------------- | ----------------- | ------------- | -------------------- |
|               | Conservative  | Oliver Lyttelton | N/A               | N/A           | N/A                  |

### Wahlen 1930–1939
| Unterhauswahlen 1935 | Unterhauswahlen 1935    | Unterhauswahlen 1935 | Unterhauswahlen 1935 | Unterhauswahlen 1935 | Unterhauswahlen 1935 |
| Partei               | Partei                  | Kandidat             | Stimmen (absolut)    | Stimmen (%)          | Gewinne/Verluste (%) |
| -------------------- | ----------------------- | -------------------- | -------------------- | -------------------- | -------------------- |
|                      | Conservative            | Roundell Palmer      | 17.730               | 73,4                 | - 11,0               |
|                      | Independent Progressive | Gerald Bailey        | 6.421                | 26,6                 | N/A                  |

| Unterhauswahlen 1931 | Unterhauswahlen 1931 | Unterhauswahlen 1931 | Unterhauswahlen 1931 | Unterhauswahlen 1931 | Unterhauswahlen 1931 |
| Partei               | Partei               | Kandidat             | Stimmen (absolut)    | Stimmen (%)          | Gewinne/Verluste (%) |
| -------------------- | -------------------- | -------------------- | -------------------- | -------------------- | -------------------- |
|                      | Conservative         | Roundell Palmer      | 22.134               | 84,4                 | N/A                  |
|                      | Labour               | MR Richardson        | 4.091                | 15,6                 | N/A                  |

### Wahlen 1920–1929
| Unterhauswahlen 1929 | Unterhauswahlen 1929                        | Unterhauswahlen 1929                        | Unterhauswahlen 1929 | Unterhauswahlen 1929 | Unterhauswahlen 1929 |
| Partei               | Partei                                      | Kandidat                                    | Stimmen (absolut)    | Stimmen (%)          | Gewinne/Verluste (%) |
| -------------------- | ------------------------------------------- | ------------------------------------------- | -------------------- | -------------------- | -------------------- |
|                      | Unionist                                    | Roundell Palmer                             | 15.123               | 59,3                 | - 17,3               |
|                      | Liberal                                     | Henry Fabian Orpen                          | 5.984                | 25,5                 | N/A                  |
|                      | Labour                                      | J.R. McPhie                                 | 4.389                | 17,2                 | - 6,2                |
| Mehrheit             | Mehrheit                                    | Mehrheit                                    | 9.139                | 35,8                 | + 17,4               |
| Wahlbeteiligung      | Wahlbeteiligung                             | Wahlbeteiligung                             | N/A                  | 68.5                 | + 0,3                |
|                      | Sitz verteidigt durch Conservative/Unionist | Sitz verteidigt durch Conservative/Unionist | Wechselstimmen       | N/A                  |                      |

| Unterhauswahlen 1924 | Unterhauswahlen 1924                        | Unterhauswahlen 1924                        | Unterhauswahlen 1924 | Unterhauswahlen 1924 | Unterhauswahlen 1924 |
| Partei               | Partei                                      | Kandidat                                    | Stimmen (absolut)    | Stimmen (%)          | Gewinne/Verluste (%) |
| -------------------- | ------------------------------------------- | ------------------------------------------- | -------------------- | -------------------- | -------------------- |
|                      | Unionist                                    | Roundell Palmer                             | 14.081               | 76,6,3               | + 17,5               |
|                      | Labour                                      | Hubert Beaumont                             | 4.313                | 23,4                 | N/A                  |
| Mehrheit             | Mehrheit                                    | Mehrheit                                    | 9.768                | 53,2                 | + 35,0               |
| Wahlbeteiligung      | Wahlbeteiligung                             | Wahlbeteiligung                             | N/A                  | 68.2                 | + 8,6                |
|                      | Sitz verteidigt durch Conservative/Unionist | Sitz verteidigt durch Conservative/Unionist | Wechselstimmen       | N/A                  |                      |